# 8731 Tejima
8731 Tejima là một tiểu hành tinh vành đai chính với chu kỳ quỹ đạo là 1282.7547415 ngày (3.51 năm).
Nó được phát hiện ngày 19 tháng 11 năm 1996 bởi Takao Kobayashi ở Đài thiên văn Oizumi. Nó được đặt theo tên nhà giáo dục Seiichi Tejima.